# Ricardo Tuttmann
Ricardo Tuttman(nome artístico: Ricardo Tuttmann) (Rio de Janeiro, 12 de junho de 1956) é um tenor lírico brasileiro, em atividade desde 1977.
Ricardo Tuttmann abandonou dez anos de carreira como engenheiro químico, para seguir, na Europa, a carreira musical iniciada no Brasil.

## Formação
Graduou-se, em agosto de 1978, na Escola de Química da UFRJ, como engenheiro químico. Iniciou imediatamente um período de dez anos ininterruptos de trabalho, como engenheiro de projeto, desenvolvimento e acompanhamento de operação.
Quase ao fim do curso de engenharia, em novembro de 1977, teve suas primeiras aulas de canto lírico, no Conservatório Brasileiro de Música, no Rio de Janeiro, na classe da professora Maria Helena Bezzi, com quem, mais tarde, graduou-se em Canto.
Participou de diversos cursos de interpretação, como por exemplo, o II Curso ‘Recitar Cantando’, ministrado pelo maestro Rafaelle Mingardo, do Teatro Alla Scala di Milano, cujo foco se concentrou na interpretação do Barroco Italiano.
Durante a década 1978 – 88, prosseguiu sua formação com a professora Maria Helena Bezzi, tendo tido, paralelamente, aulas de interpretação de música vocal de câmara com o professor Luiz Henrique Senise.
No período de setembro de 1983 a julho de 1985, fez aulas de técnica vocal com a professora Carol McDavit, no Rio de Janeiro.
Através de bolsa de estudos do Goethe Institut, em janeiro e fevereiro de 1987, trabalhou repertório de Lied e de ópera com o maestro Adolph Böhm, em Murnau, na Baviera.
Em Saarbrücken, Alemanha estudou técnica vocal com o barítono americano Jim Hooper e repertório com a maestrina Katharina Scholz.
Em agosto de 2002 concluiu o Mestrado em Música (Área de Práticas Interpretativas – Canto), na Escola de Música da UFRJ, sob orientação da Professora Therezinha Schiavo.
Na Universidade Cândido Mendes, no Rio de Janeiro, obteve, em fevereiro de 2006, o diploma de Licenciatura em Música.

## Atividades artísticas
Iniciou suas atividades artísticas em 1977, com um recital no Auditório Lorenzo Fernandez, no Rio de Janeiro. Até se transferir para a República Federal da Alemanha, em 1988, apresentou-se em diversos palcos brasileiros, como por exemplo, no Rio de Janeiro, na Sala Cecília Meireles, na Antiga Sé do Rio de Janeiro, no Auditório Tucker (Instituto Metodista Bennett), no Teatro Villa-Lobos, na Sala Itália (Istituto Italiano di Cultura), na Sala Arnaldo Estrella, no Museu Villa-Lobos, no Teatro Glauce Rocha, no Salão Leopoldo Miguez – EMUFRJ), no Teatro Dulcina, no Auditório do BNDES, na Sala Vera Janacopulos (UNIRIO), no Auditório do IBAM, no Auditório da ABI, no Auditório do SENAI, assim como na Pro-Arte, em Teresópolis, RJ, no âmbito do XXIX Curso Internacional de Férias, no Teatro Municipal de Ribeirão Preto, SP, no Teatro Carlos Gomes, em Vitória, ES, na Igreja de S. Francisco de Assis, em Ouro Preto, MG, na Igreja Matriz de S. Antônio, em Tiradentes, MG.
Em 1984, interpretou o personagem-título na primeira montagem no Brasil, na Era Contemporânea, da ópera As Variedades de Proteu, de Antônio José da Silva (O Judeu), sob a regência do Dr. José Maria Neves, conforme atestado pelo Kobbé – O Livro da Ópera. A direção cênica foi de Amir Haddad.
Gravou, em 1986, como tenor-solista, as 'Matinas de Natal', do Padre José Maurício Nunes Garcia, com a Camerata Rio de Janeiro e a Associação de Canto Coral do Rio de Janeiro, sob a direção musical de Henrique Morelenbaum.
Estreou, neste mesmo ano, no Theatro Municipal do Rio de Janeiro, no papel de 'Messaggero', no primeiro elenco da ópera 'Aida', de Verdi, tendo por colegas Aprile Milo, Maria Luisa Nave, Bruno Sebastian, Wladimir de Kanel e outros. Também interpretou este personagem quando da montagem dessa ópera na Quinta da Boa Vista, Rio de Janeiro, pelo Projeto Aquarius.
Sua primeira atividade artística no exterior se deu na Sala de Eventos do Goethe Institut Murnau, na Baviera, num recital de Árias de Ópera e Lieder, com o próprio maestro Böhm ao piano.
Na Temporada Lírica Oficial de 1987, do Theatro Municipal do Rio de Janeiro, cantou o papel do Steuermann, na montagem de Gerald Thomas para ‘O Navio Fantasma’, de Wagner. Seguiu-se, em novembro daquele ano, o Flavio, na ‘Norma’ de Bellini, sob regência de John Neschling e direção cênica de Juarez Cabello.
A carreira de engenheiro foi interrompida, de maneira definitiva, em abril de 1988, quando foi contratado do Saarländisches Staatstheater Saarbrücken, na Alemanha. Deste período destaca-se o Requiem für John F. Kennedy, do compositor contemporâneo alemão Robert Carl, no qual foi o tenor-solista do concerto apresentado na Schlosskirche Blieskastel, no festival ‘Saarpfälzische Musiktage’, sob a regência de Lothar Fuhr.
Em janeiro de 1990, assinou contrato com a Ópera Estadual de Hamburgo (Hamburgische Staatsoper), onde permaneceu até 1997, ano em que retornou ao Brasil. Neste período, os maestros sob cuja direção musical se apresentou, destacam-se Christian Thielemann (Ariadne auf Naxos, O Cavaleiro da Rosa, Tristão), Nikolaus Harnoncourt (Fidelio), Gerd Albrecht (Armide, Belsazar, Parsifal, Tannhäuser, Così fan Tutte, Chovantschina, Götterdämmerung, Idomeneo, Faust, Damnation de Faust, Simon Boccanegra), Stefan Soltesz (Cavalleria Rusticana/Pagliacci, Navio Fantasma, Otello, Rigoletto), Horst Stein (Lohengrin), Eugene Kohn (Otello), Semyon Bychkov (Tosca), Fabio Luisi (Il Trovatore, La Bohème, La Traviata, Otello, Simon Boccanegra, Tosca), Roberto Abbado (Rigoletto), Marcello Viotti (Carmen, Cavalleria Rusticana/Pagliacci, Il Trovatore, Madama Butterfly), Miguel Gomez-Martinez (Carmen, Il Trovatore), Bruno Weil (Così fan Tutte), Gary Bertini (Navio Fantasma, Bodas de Fígaro), Michael Halasz (Il Trovatore, La Bohème, La Traviata, Madama Butterfly), Marc Albrecht (Ascensão e Queda da Cidade de Mahagonny, Bodas de Fígaro, Madama Butterfly), Peter Ernst Lassen (Flauta Mágica), Bernhard Klee (Così fan Tutte, O Rapto no Serralho, Don Giovanni), Donald Runnicles (Don Carlo, Lady Macbeth), Eri Klas (Carmen), Christof Prick (Fidelio, Flauta Mágica), Philippe Auguin (Carmen, Bodas de Fígaro, Otello), Eliahu Inbal (Aida, Bodas de Fígaro), Carlos Kalmar (Barbeiro de Sevilha), Maurizio Barbacini (Il Trovatore, La Traviata), Lothar Zagrosek (Tristão, Flauta Mágica), Jurij Simonow (Don Carlo), Michelangelo Veltri (La Bohème), Jacques Delacôte (La Traviata), Jun Märkl (Tosca, Aida), Johan Arnell (Tosca) e Gianfranco Masini (Turandot).
E dentre os diretores de cena com os quais trabalhou, à mesma época, é necessário mencionar Robert Wilson (Parsifal), Giancarlo del Monaco (Cavalleria Rusticana/Pagliacci, Turandot, Tosca), Jean Pierre Ponnelle (L'Elisir d’Amore, Don Carlo), Wieland Wagner (Navio Fantasma), August Everding (Otello, O Cavaleiro da Rosa, Lohengrin), Harry Kupfer (Tannhäuser, Chovanschtschina), Johannes Schaaf (Bodas de Fígaro, O Rapto no Serralho), Piero Faggioni (Carmen), Tony Palmer (Simon Boccanegra), Marco Antonio Marelli (Così fan Tutte, Don Giovanni, Navio Fantasma), Wolfgang Kersten (Carmen), Erhard Fischer (Ariadne auf Naxos), John Dew (Aida), Günter Krämer (Ascensão e Queda da Cidade de Mahagonny, Götterdämmerung), Alfred Kirchner (Idomeneo) e Achim Freyer (A Flauta Mágica).
Com a Ópera de Hamburgo, apresentou-se em diversas outras casas de ópera, dentre os quais se destacam as Óperas de Tóquio e Nagoya (Japão), de Tel Aviv (Israel), o Gran Teatre Del Liceo de Barcelona (Espanha), a Semperoper (Dresden), assim como o Theater an der Wien (Viena), onde Beethoven residiu e compôs sua única ópera, Fidelio.
Durante todo o ano de 1995, estudou técnica vocal com o baixo Kurt Moll, em Hamburgo.
Destacam-se, em suas atividades artísticas deste período, a 1a. apresentação integral, em Hamburgo, daquele que é considerado o maior oratório romântico francês, ‘Les Béatitudes’ de César Franck, onde foi o 1o. tenor-solista. Outra produção importante foi a de ‘Ariadne auf Naxos’, de Richard Strauss, no V Sommerfestspiel Schloß Rheinsberg. Aqui cantou os papéis de Tenor/Bacchus, sob a direção musical do maestro Christian Thielemann e do então régisseur-chefe da Ópera de Berlim, Erwin Fischer.
Retornou ao Brasil em 1997, onde dá prosseguimento à sua carreira lírica e camerística. Destacam-se o Erik, no Navio Fantasma, no XI Festival de Ópera do Amazonas, sob a direção musical de Luiz Malheiro e cênica de Christoph Schlingensief. Don José, na Carmen, de Bizet, em produções sob a regência de Sílvio Barbato e de Luiz Malheiro, os Os Sete Pecados Capitais, de Kurt Weill, com direção musical de Roberto Minczuk, bem como o tenor-solista do oratório Elias, op. 70, de Mendelssohn, regido por Ricardo Rocha.
Em fevereiro de 2003 dirigiu, cênica e musicalmente, uma montagem da ópera “As Bodas de Fígaro”, de Mozart, no Teatro Glauce Rocha, de Campo Grande, MS.
Forma o Duo Tuttmann - Senise, com o pianista e professor Luiz Senise, assim como o Duo Tuttmann - Vetromilla, com o violonista e professor Clayton Vetromilla.

## Premiações em concursos de canto
Foi laureado em diversos concursos de canto, obtendo um total de 17 premiações, dentre as quais, quatro primeiros lugares e sete prêmios de Melhor Intérprete. Recebeu um  Special Award, no III Luciano Pavarotti International Voice Competition e foi Semi-Finalista do IX Concurso Internacional de Canto do Rio de Janeiro, em 1979. Na 12a. e 13ª. edições deste certame foi seu Apresentador Oficial, obtendo do júri um diploma de Menção de Honra - Apresentador, em 1985.

## Atividades pedagógicas
Retornando ao Brasil, em fevereiro de 1997, iniciou carreira profissional no magistério de nível superior, no Conservatório Brasileiro de Música, onde permaneceu até dezembro de 2005, lecionando Canto, Dicção, Acústica e Biologia aplicadas à Música e Declamação Lírica (posteriormente Interpretação Cênica) nos cursos de Bacharelado.
Em 1998 foi professor-substituto de Canto, na Escola de Música da UFRJ, tendo retonado àquela escola em 2005, como professor-substituto do Depto. Vocal, para lecionar as disciplinas de História da Ópera e Oficina de Ópera. A partir de março de 2006, e até o final do contrato, em dezembro daquele ano, lecionou também Canto para os alunos de Bacharelado e Licenciatura.
De agosto de 2004 a dezembro de 2005 foi professor de Canto Lírico na Escola de Música Villa-Lobos, da Fundação de Artes do Estado do Rio de Janeiro, totalizando 3 semestres letivos naquela instituição.
De 2001 até o presente, ministrou um total de dezenove master classes ou oficinas de interpretação fora do Rio de Janeiro. O curso mais recente realizou-se em outubro de 2008, durante o 33º. Festival Nacional de Música de Goiânia, organizado pela Escola de Música e Artes Cênicas da Universidade Federal de Goiás.
Em nível de pós-graduação, lecionou a disciplina de Música de Câmara II, no Curso de Especialização em Performance Canto e Piano, da Escola de Música e Belas Artes do Paraná, em Curitiba.
Em 2003, foi membro do júri do XX Concurso Nacional Cidade de Araçatuba.
É professor-assistente de Canto da Escola de Música da Universidade Federal do Rio de Janeiro.

## Aprovações em concursos públicos
De 1998 a 2009, foi aprovado em oito Concursos ou Seleções Públicas: cinco vezes para a Escola de Música da UFRJ, sendo duas para a posição de Professor Assistente de Canto, duas como Professor Substituto de Oficina de Ópera e História da Ópera e uma como Professor Substituto de Canto, bem como três vezes para o Coro do Theatro Municipal do Rio de Janeiro.

## Premiações
- Prêmio Especial do III Pavarotti International Competition[5]